# Kraftwerksgruppe Fragant

Flattacher Wappen: Die Peltonturbine verweist auf das Kraftwerk Fragant

Die Kraftwerksgruppe Fragant ist ein Verbund von Speicher- und Laufkraftwerken in der Goldberggruppe, der Kreuzeckgruppe sowie im Mölltal. Bei einer installierten Leistung von 474 MW werden jährlich rund 840 GWh Strom erzeugt. Die Bauzeit der wesentlichen Teile dauerte von 1963 bis 1986. Errichtet wurde es durch die Kelag, die es auch betreibt.
Das 2005 beschlossene Wappen der Gemeinde Flattach, zu der Ortschaft und Tal Fragant gehören, zeigt als Bezug auf die Kraftwerksgruppe eine Peltonturbine.

## Struktur
Der Verbund besteht aus vier Speicher- und drei Laufkraftwerken:

### Vorstufen
Die Vorstufen sind passive Speicherkraftwerke.
Kraftwerk Zirknitz

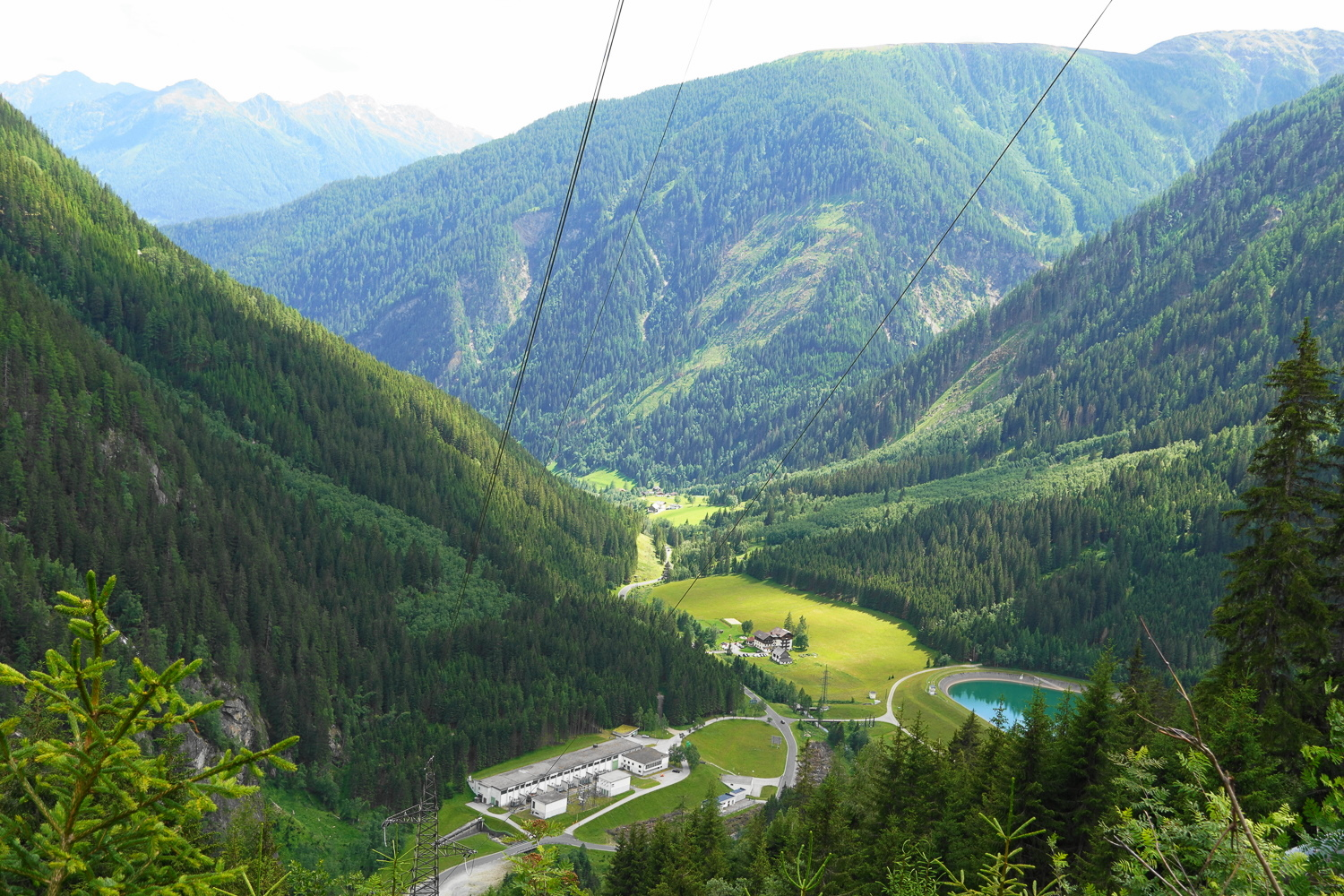
KW Innerfragant

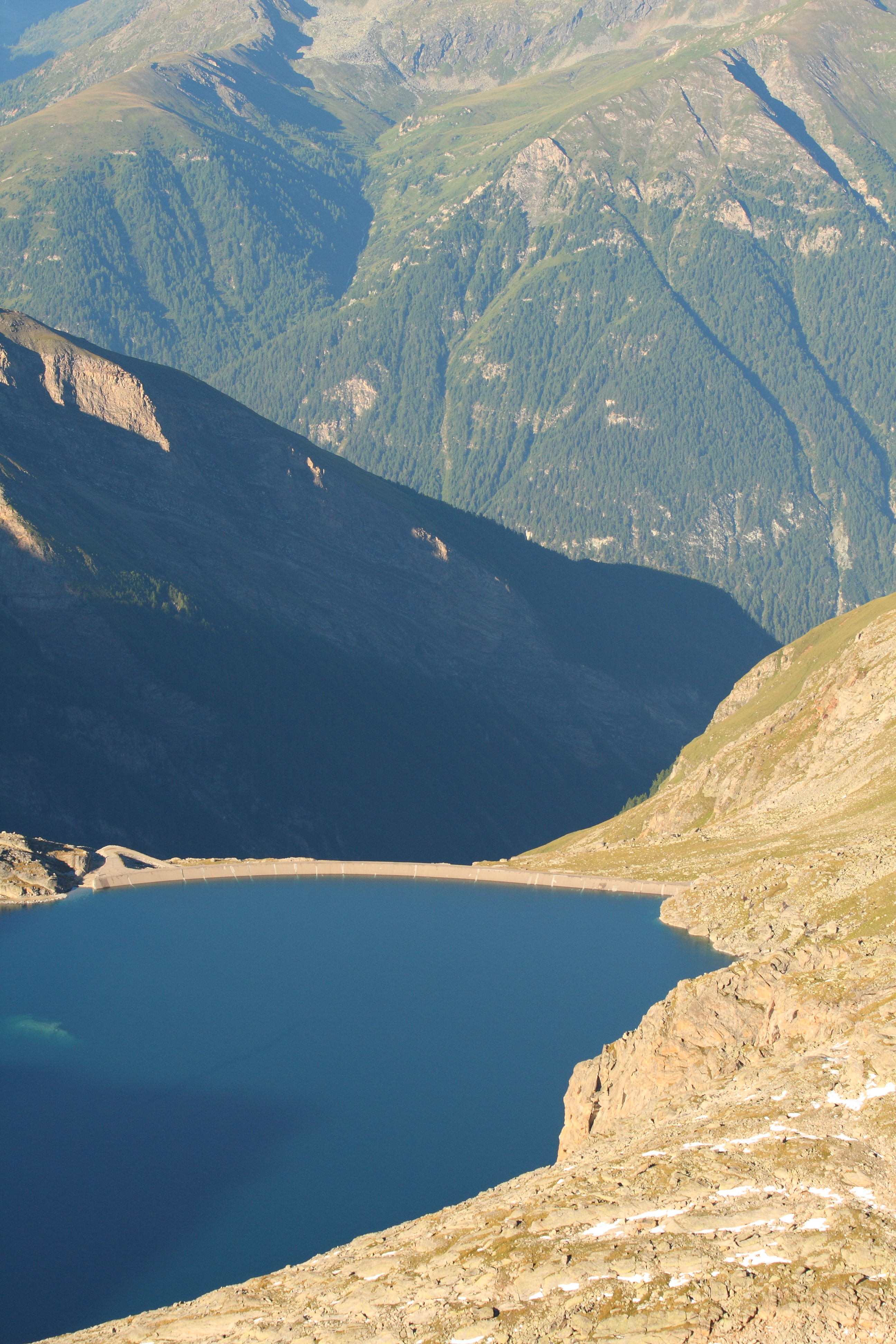
Zirmsee

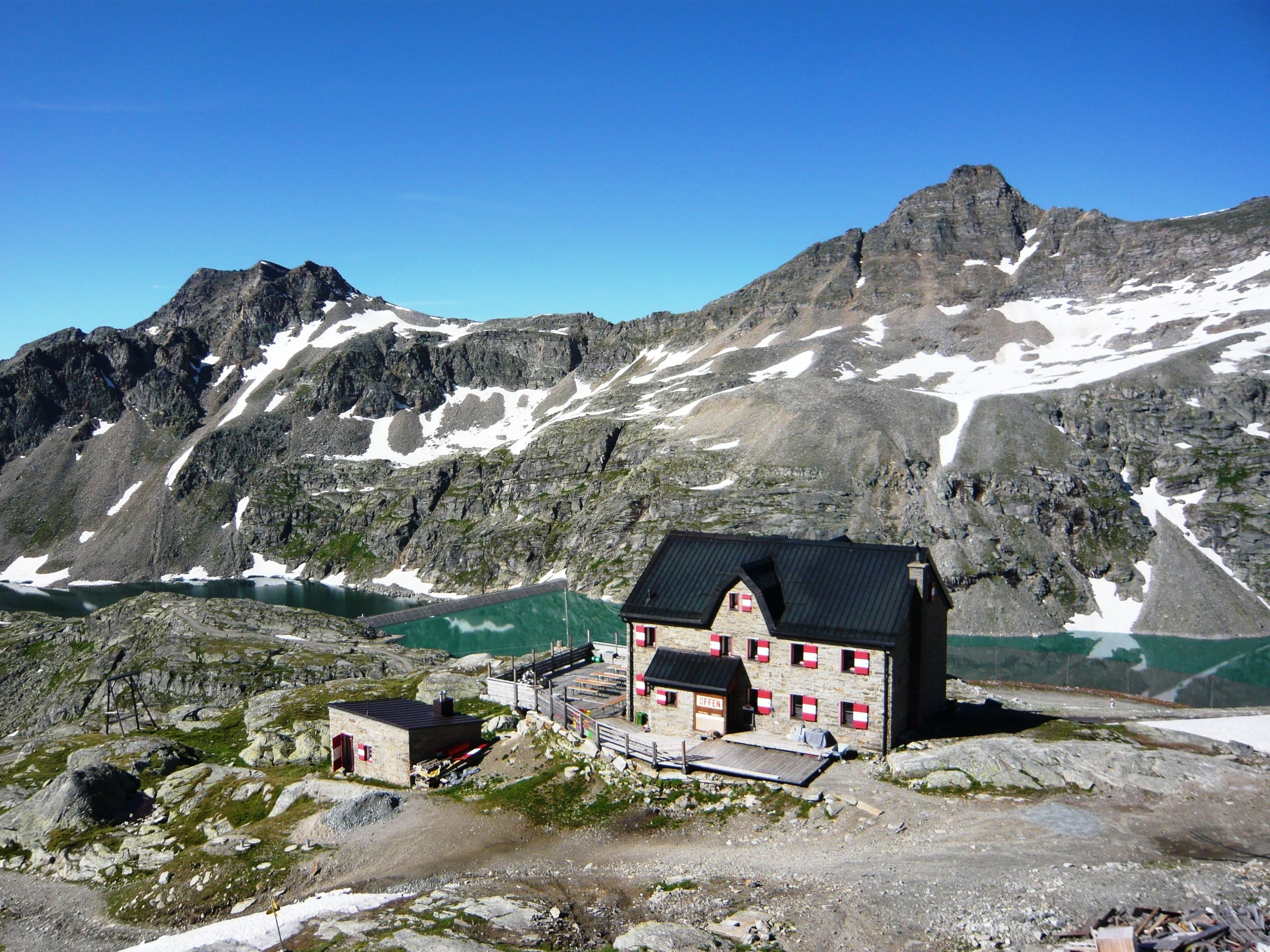
Duisburger Hütte. Im Hintergrund rechts der Hochwurtenspeicher; links der Weißsee.

Das Kraftwerk Zirknitz ist ein Jahresspeicherkraftwerk, das als Speicher den Großsee im Zirknitztal und den Hochwurtenspeicher in der Fragant nützt. Der Hochwurtenspeicher kann durch den etwas niedrigeren Weißsee ergänzt werden, und dieser wiederum durch den Schwarzsee. Der Großsee kann über eine Freispiegelleitung durch den Zirmsee im Fleißtal ergänzt werden. Das Unterwasser wird über einen Freispiegelstollen in den Hochwurtenspeicher geleitet. Der Weißsee der Kraftwerksgruppe Fragant ist nicht mit dem gut dreißig Kilometer entfernten Weißsee der Kraftwerksgruppe Stubachtal zu verwechseln, in dessen Nähe es wiederum einen weiteren Schwarzsee gibt.
Kraftwerk Wölla
Das Kraftwerk Wölla wird als Tagesspeicher betrieben. Es nützt das Wasser des Betriebsspeichers Wölla, in dem das Wasser mehrerer Bäche in der nördlichen Kreuzeckgruppe zusammengefasst wird. Sein Unterwasser wird in die andere Seite des Mölltales in den Zwischenspeicher Innerfragant geleitet, von wo es entweder über den Speicher Haselstein in den Oscheniksee gepumpt oder dem Kraftwerk Außerfragant zugeführt werden kann.

### Hauptstufen
Die Hauptstufen sind Pumpspeicherkraftwerke.
Kraftwerk Feldsee
Das erst 2009 in Betrieb gegangene Kraftwerk Feldsee ist ein Pumpspeicherkraftwerk, das die bereits bestehenden Speicher Wurtenalm (unterhalb; Pumpreserve mit Speicherinhalt: 2,7 Mio. m³ Wasser) und Feldsee (oberhalb; Energiespeicher mit Speicherinhalt: 2,1 Mio. m³ Wasser) verbindet. Letzterer diente ursprünglich als Nebenspeicher des Oscheniksees.
Die genutzte Fallhöhe beträgt 524 m und die Leistung der zwei Maschinensätze 140 MW mit einer Jahreserzeugung von 300 GWh.
Kraftwerk Innerfragant
Das Kraftwerk Innerfragant ist ein Pumpspeicherkraftwerk, das in erster Linie Wasser des Oscheniksees nützt. Daneben kann auch Wasser des relativ niedrigen Wurtenalmspeichers zur Stromerzeugung genützt werden. Das Wasser des Wurtenalmspeichers kann jedoch auch zur Speisung des Oscheniksees genützt werden. Das Unterwasser wird entweder im Ausgleichsbecken Innerfragant gesammelt oder dem Kraftwerk Außerfragant zugeführt. Der Oscheniksee kann außer durch den Wurtenalmspeicher auch durch den Speicher Haselstein ergänzt werden, der in der Innerfragant etwas oberhalb des Zwischenspeichers Innerfragant liegt, durch den er seinerseits ergänzt werden kann. Außerdem kann überschüssiges Wasser des Speichers Haselstein zum Zwischenspeicher Innerfragant abgearbeitet werden.

### Unterstufe
Die Unterstufe bildet das Kraftwerk Außerfragant, das Unterwasser der Kraftwerke Wölla und Innerfragant bzw. gespeichertes Wasser des Ausgleichsbeckens Innerfragant nützen kann. Es hat also nur einen sehr kleinen Speicher zur Verfügung und arbeitet mit den Kraftwerken Innerfragant und Wölla mit.

### Laufkraftwerke
Kraftwerk Gößnitz
Das Kraftwerk Gößnitz ist ein Laufkraftwerk an der Möll. Es ist nicht mit den anderen Kraftwerken verbunden und wurde ursprünglich errichtet, um Baustrom für die Errichtung der Kraftwerksgruppe zu liefern. Das Triebwasser wird am Gößnitzer Stausee durch ein teilweise oberirdisch verlegtes Rohr ausgeleitet. Nach etwa zwei Kilometern fließt es zurück in die Möll. 2018 wurde ein Fischlift zwischen dem Flussbett mit dem Restwasser der Möll und dem Speicher Gößnitz installiert.
Laufkraftwerk Fleiß I
Das Laufkraftwerk Fleiß I wurde bereits 1947 von der Tauernkraftwerke AG errichtet, also lange vor den anderen Kraftwerken, und später von der Kelag übernommen. Es nützt das Wasser des Fleißbaches.
Laufkraftwerk Fleiß II
Das Kraftwerk Fleiß II liegt oberhalb von Fleiß I. Hintergrund war die Ableitung des Fleißbaches in den Wurtenalmspeicher, die an die Auflage geknüpft ist, dass der Fleißbach bei Fleiß I mindestens 150 l/s führen muss. Da die Mengen unterhalb der Ableitung nicht immer ausreichen, muss manchmal Wasser an der Ableitung vorbei in das Fleißtal gelassen werden. Das Kraftwerk Fleiß II wurde 1971 errichtet, um dieses Wasser nützen zu können.

## Pläne zu Kraftwerk Kolbnitz
Kelag veröffentlichte das Vorhaben, in Kolbnitz ein weiteres Kraftwerk zu errichten. Aktuell schwankt der Wasserstand der Möll je nach Betrieb der Kraftwerke. Daher soll das Wasser des Kraftwerks Außerfragant und des zweiten Maschinensatzes des Kraftwerks Gößnitz über einen 17 Kilometer langen Stollen zu einem neuen Kraftwerk beim Ausgleichsbecken Rottau geführt werden, wodurch sich die Schwall-Sunk-Problematik (siehe Schwallbetrieb) reduzieren soll. Die Leistung soll 26 Megawatt betragen, die Erzeugung im Jahr 105 Millionen Kilowattstunden. Der Wasserstand der Möll wird dadurch sinken; der konstante Zufluss soll über den ersten Maschinensatz des Kraftwerks Gößnitz und den Fischlift beim Gößnitzer Stausee erfolgen. Mit Stand vom Dezember 2022 sollen die Vorbereitungen für den Anfang einer Umweltverträglichkeitsprüfung beginnen.

## Tabellarische Übersicht

### Stauseen
| Name                          | Lage                            |
| ----------------------------- | ------------------------------- |
| Ausgleichsbecken Innerfragant | 46° 58′ 31,3″ N, 13° 2′ 52,2″ O |
| Betriebsspeichers Wölla       | 46° 51′ 3,4″ N, 13° 4′ 20,6″ O  |
| Feldsee                       | 47° 0′ 10,2″ N, 13° 3′ 30,1″ O  |
| Gößnitzer Stausee             | 46° 55′ 20,5″ N, 13° 4′ 40,9″ O |
| Großsee                       | 47° 1′ 3,9″ N, 12° 58′ 57,9″ O  |
| Speicher Haselstein           | 46° 58′ 26,8″ N, 13° 2′ 31,6″ O |
| Hochwurtenspeicher            | 47° 1′ 26″ N, 13° 0′ 5″ O       |
| Oscheniksee                   | 46° 58′ 56,6″ N, 13° 5′ 22,2″ O |
| Schwarzsee                    | 47° 0′ 15,2″ N, 13° 1′ 0,8″ O   |
| Weißsee                       | 47° 0′ 46,2″ N, 13° 0′ 34,6″ O  |
| Wurtenspeicher                | 46° 59′ 51″ N, 13° 2′ 32″ O     |
| Zirmsee                       | 47° 3′ 35″ N, 12° 55′ 28,3″ O   |

### Maschinentechnische Anlagen
| Name                   | Lage                             |
| ---------------------- | -------------------------------- |
| Kraftwerk Außerfragant | 46° 56′ 2,4″ N, 13° 6′ 36,2″ O   |
| Kraftwerk Feldsee      | 46° 59′ 32,7″ N, 13° 2′ 49,5″ O  |
| Kraftwerk Fleiß I      | 47° 1′ 46″ N, 12° 51′ 29,7″ O    |
| Kraftwerk Fleiß II     | 47° 2′ 14,1″ N, 12° 52′ 24,2″ O  |
| Kraftwerk Gößnitz      | 46° 56′ 1,5″ N, 13° 5′ 31,8″ O   |
| Kraftwerk Innerfragant | 46° 58′ 38″ N, 13° 3′ 8″ O       |
| Kraftwerk Wölla        | 46° 52′ 2,5″ N, 13° 4′ 17,9″ O   |
| Kraftwerk Zirknitz     | 46° 59′ 43,6″ N, 12° 57′ 25,7″ O |